# Мальцев Дмитро Валерійович
Дмитро́ Вале́рійович Ма́льцев (21 червня 1980, м. Лубни, Полтавська область) — український імунолог, нейроімунолог. Кандидат медичних наук, доцент, завідувач лабораторії імунології та молекулярної біології Інституту експериментальної і клінічної медицини НМУ імені О. О. Богомольця МОЗ України. Член Європейської академії неврології (EAN). Член Українського товариства фахівців з імунології, алергології та імунореабілітації (УТІАІ). Один із засновників та секретар Асоціації фахівців з нейроімунології, імунотерапії та нейрореабілітації (АНІН). Член редколегії журналів «Психологічне здоров’я», «Актуальні проблеми нефрології» (відповідальний секретар). Автор і співавтор підручників та монографій з імунології.

## Освіта й робота

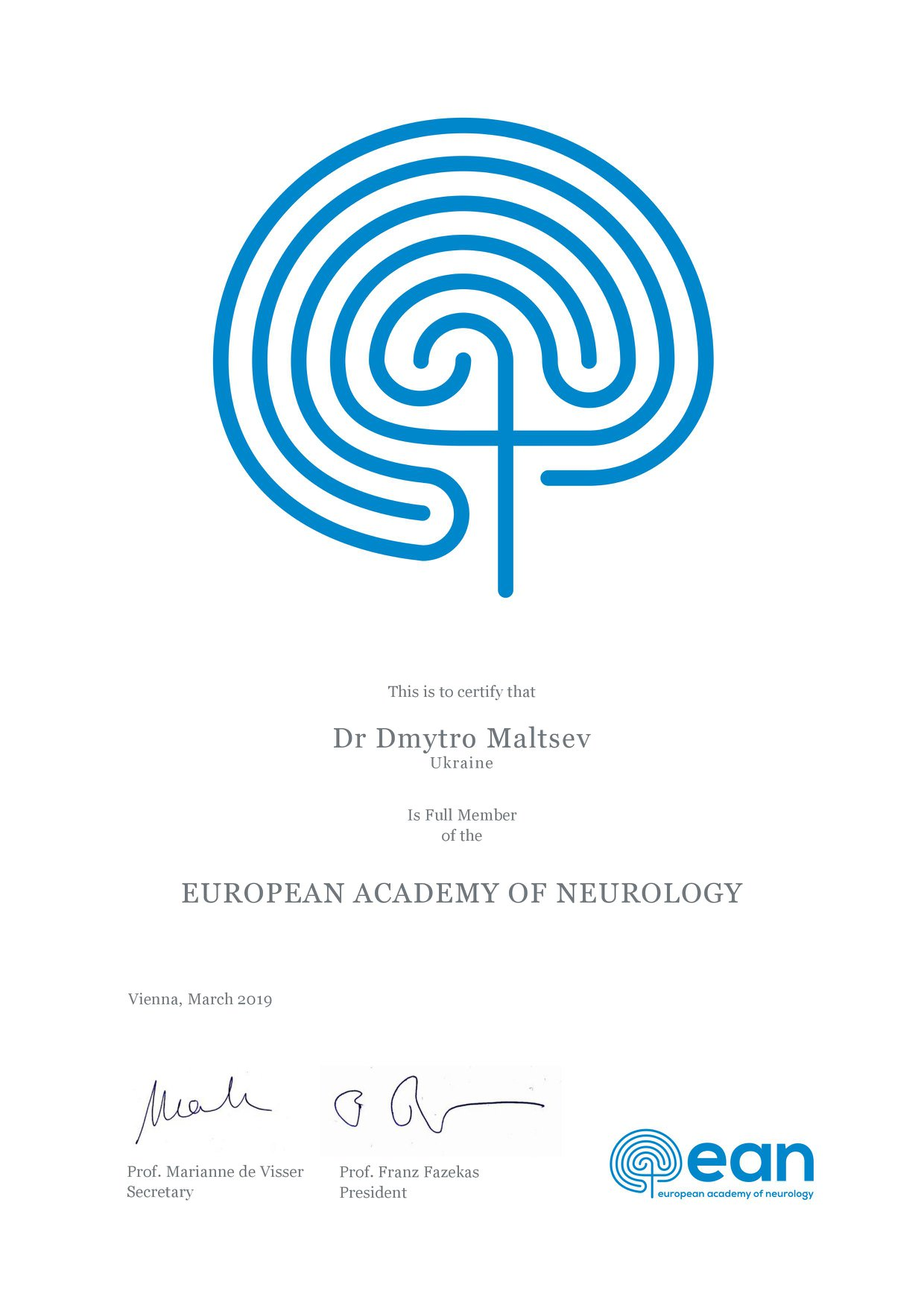
Сертифікат Європейської академії неврології

У 2003 році закінчив із відзнакою  Національний медичний університет імені О. О. Богомольця за спеціальністю «Лікувальна справа». У студентські роки був учасником наукового гуртка з дисциплін «Клінічна імунологія. Алергологія». «Медична генетика».
З 2003 по 2004 рік проходив інтернатуру на кафедрі неврології та рефлексотерапії НМАПО імені П. Л. Шупика.
З 2004 по 2007 рік працював неврологом у міській лікарні м. Вишневе. Паралельно співпрацював з кафедрою клінічної імунології та алергології НМУ імені О. О. Богомольця, де готував наукову роботу.
У 2006 навчався за фахом «Клінічна імунологія» у НМАПО імені П. Л. Шупика (спеціалізація).
У 2007 році перейшов працювати на кафедру клінічної імунології та алергології НМУ імені О. О. Богомольця, де в 2008 році захистив дисертацію на здобуття наукового ступеня кандидата медичних наук за темою: «Імунний статус хворих на просту мігреннь і роль герпетичної інфекції у патогенезі хвороби» (науковий керівник — Казмірчук Віра Євстафіївна).
З 2009 по 2015 рік працював заступником директора Інституту імунології та алергології при НМУ імені О. О. Богомольця.
У 2015 році у зв'язку з реорганізацією  переведений на посаду завідувача лабораторією імунології та молекулярної біології Інституту експериментальної і клінічної медицини НМУ імені О.О. Богомольця МОЗ України, де працює донині.
У 2017—2018 роках працював доцентом кафедри неврології № 1 НМАПО імені П. Л. Шупика.
З березня 2019 року — член Європейської академії неврології.
У травні 2019 року став одним із засновників та секретарем Асоціації фахівців з нейроімунології, імунотерапії та нейрореабілітації (АНІН).
У вересні 2019 року проходив стажування з генетичної діагностики у центрі рідкісних захворювань Centogene (Німеччина, Росток).

## Наукова діяльність

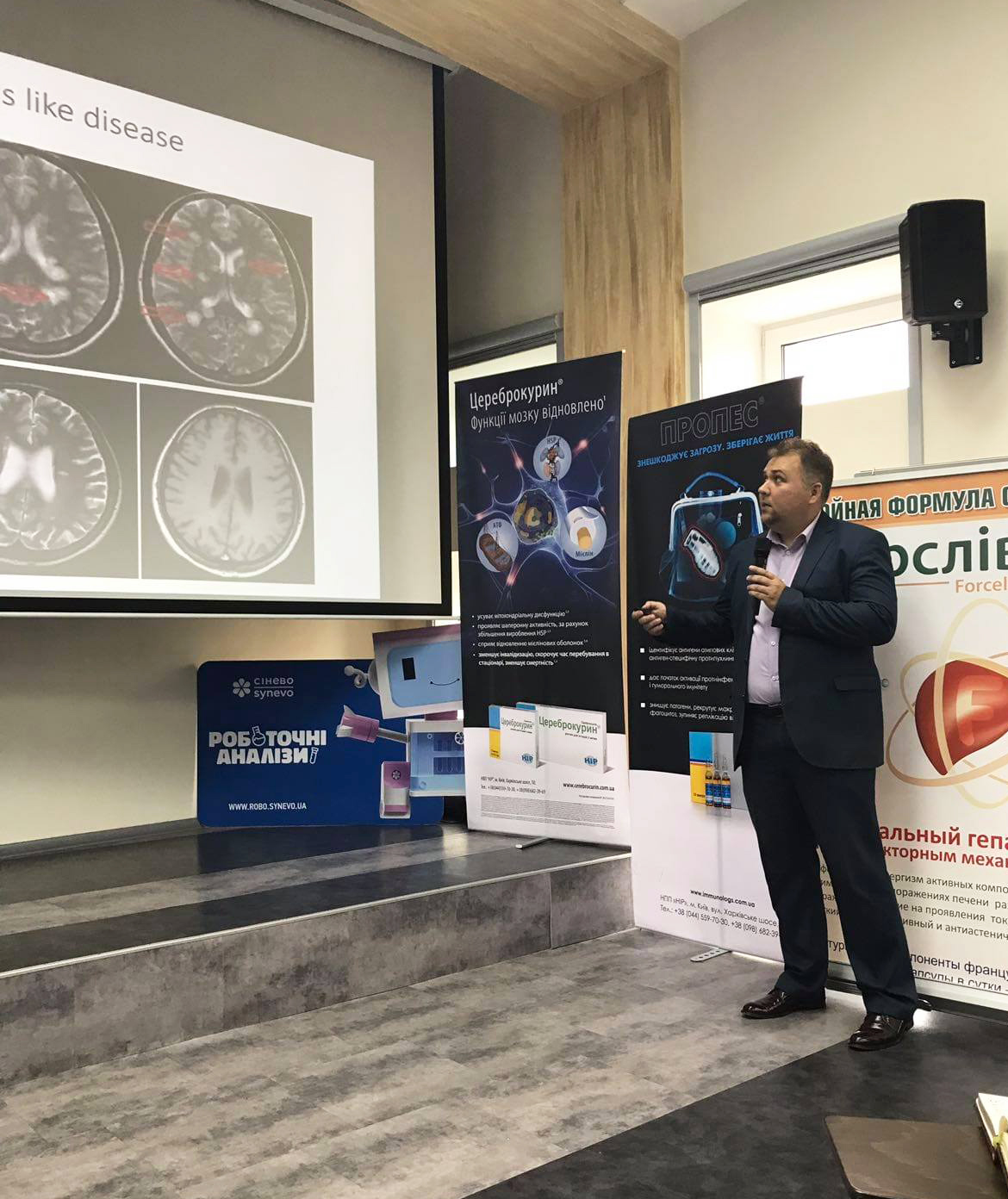
Виступ з проблем бореліозу нервової системи. Засідання ГО АНІН. 24 жовтня 2019 р.

Станом на 2019 рік Д. В. Мальцев спеціалізувався в галузі клінічної імунології, нейроімунології, умовно-патогенних інфекцій, імунотерапії, теорії імунодефіцитних хвороб людини (первинних і вторинних імунодефіцитів). 
Науковий доробок складає 20 книг, понад 200 статей, 13 патентів на винаходи.
Брав участь у роботі мультидисциплінарних робочих груп МОЗ із розробки адаптованих клінічних настанов і національних уніфікованих клінічних протоколів із загального варіабельного імунодефіциту, герпесвірусних інфекцій  та дефіциту мієлопероксидази фагоцитів.
Проводив тематичні школи, лекції для лікарів, регулярно доповідав про результати досліджень на міжнародних наукових симпозіумах.   
Брав участь у науково-популярних програмах Громадського радіо, проектах Науково-популярного лекторію Public Science, розборі складних випадків телевізійного медичного проекту на каналі «СТБ» «Я соромлюсь свого тіла», міждисциплінарному Міжнародному науково-методичному семінарі з майстер-класами «Мистецтво дарує майбутнє: забезпечення права на гідне життя дітей з особливими потребами» (2016).

### Первинні імунодефіцити

#### Дефіцит мієлопероксидази фагоцитів
Запропонував застосовувати препарати рекомбінантного інтерферону-гамма у пацієнтів із важким інвалідизуючим перебігом дефіциту мієлопероксидази (5—10 % від усіх діагностованих випадків), продемонструвавши, що довгострокова імунотерапія гамма-інтерфероном призводить до повної клініко-лабораторної ремісії. Це дозволило вперше перейти від стратегії лікування інфекційних ускладнень вказаного імунодефіциту до стратегії базисної імунотерапії. Раніше таким пацієнтам пропонувалася лише антимікробна терапія, без впливу на уражену ланку імунної системи. Метод увійшов до переліку наукової (науково-технічної) продукції, призначеної для впровадження досягнень медичної науки у сферу охорони здоров᾽я на 2016 рік, і в результаті консенсусу експертів міждисциплінарної робочої групи МОЗ його покладено в основу другої лінії лікування національного уніфікованого клінічного протоколу медичної допомоги при дефіциті мієлопероксидази фагоцитів.

#### Імунодефіцит у пацієнтів з генетичним порушенням фолатного циклу
Охарактеризував окрему форму первинного імунодефіциту у пацієнтів із генетичним дефіцитом фолатного циклу і описав спектр клініко-лабораторних проявів хвороби. Продемонстрував зв'язок між генетичним дефіцитом фолатного циклу й розладами спектру аутизму у дітей. Розробив схему ступінчастої терапії розладів спектру аутизму у таких пацієнтів, включаючи імуноглобулінотерапію.

### Вторинні імунодефіцити
Запропонував  критерії оцінки тяжкості стану і прогнозу у хворих з поширеними опіками  за динамікою сироваткових цитокінів. Показав, що вторинний імунодефіцит при опіковій травмі є причиною активації патогенної мікрофлори, зменшення ефекту лікування, перешкоджає регенерації та сприяє розвитку важких ускладнень.

### Герпесвірусні нейроінфекції
Дмитро Валерійович Мальцев є автором Атласа і серії монографій з діагностики і лікування герпесвірусних інфекцій людини.

## Міжнародна діяльність

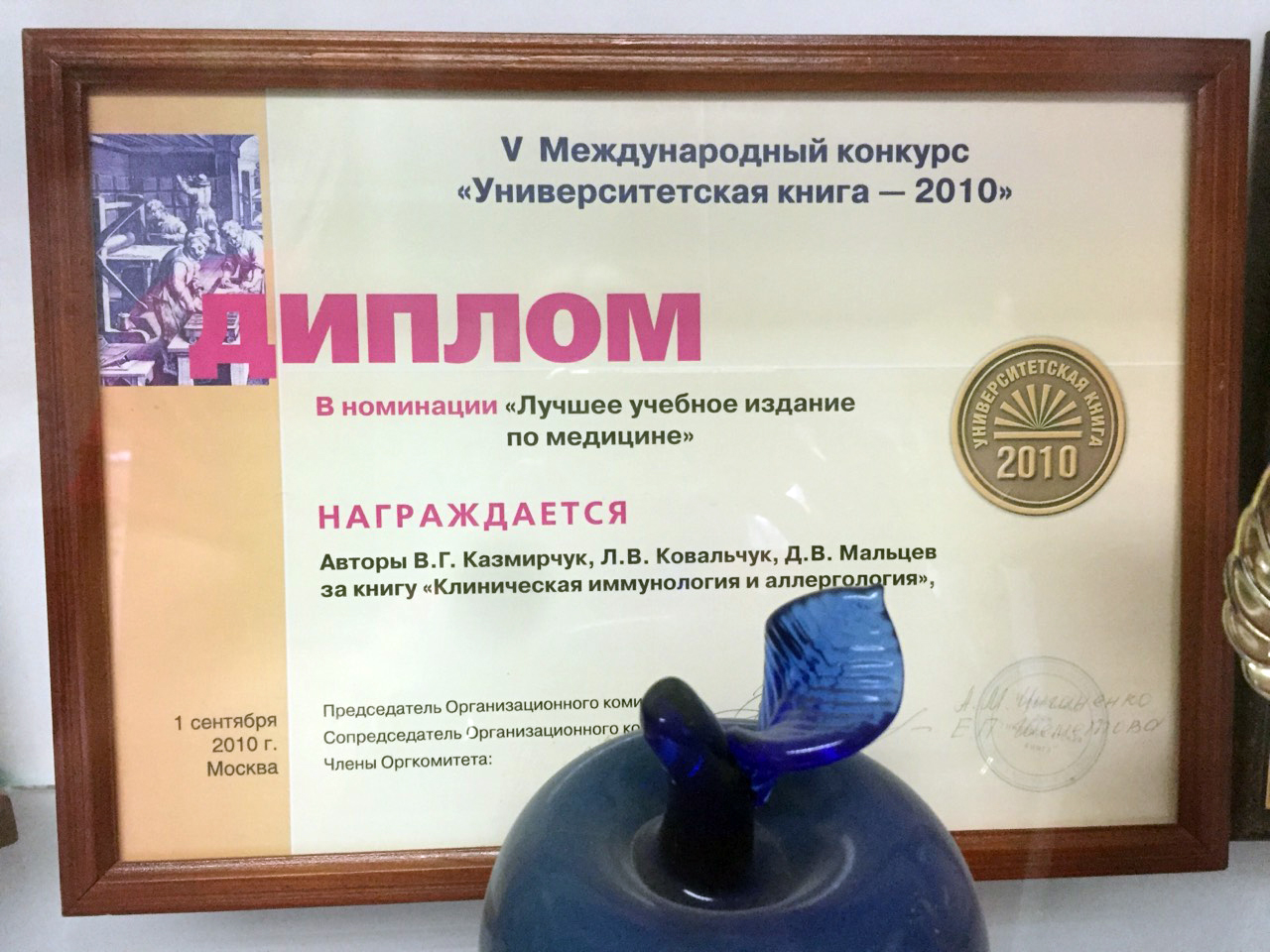
Диплом V міжнародного конкурсу Університетська книга — 2010

У вересні 2009 р. на пропозицію Державного комітету телебачення і радіомовлення України підручник «Клиническая иммунология и аллергология» (Казмирчук В. Є., Ковальчук Л. В., Мальцев Д. В.) представляв Україну на XXII Московській міжнародній книжковій виставці-ярмарку як один з кращих зразків вітчизняної наукової літератури.
У 2010 р. підручник представляв Україну на V міжнародному конкурсі «Университетская книга — 2010» у номінації «Лучшее учебное издание по медицине» і став її переможцем

### Доповіді на закордонних наукових конференціях і конгресах

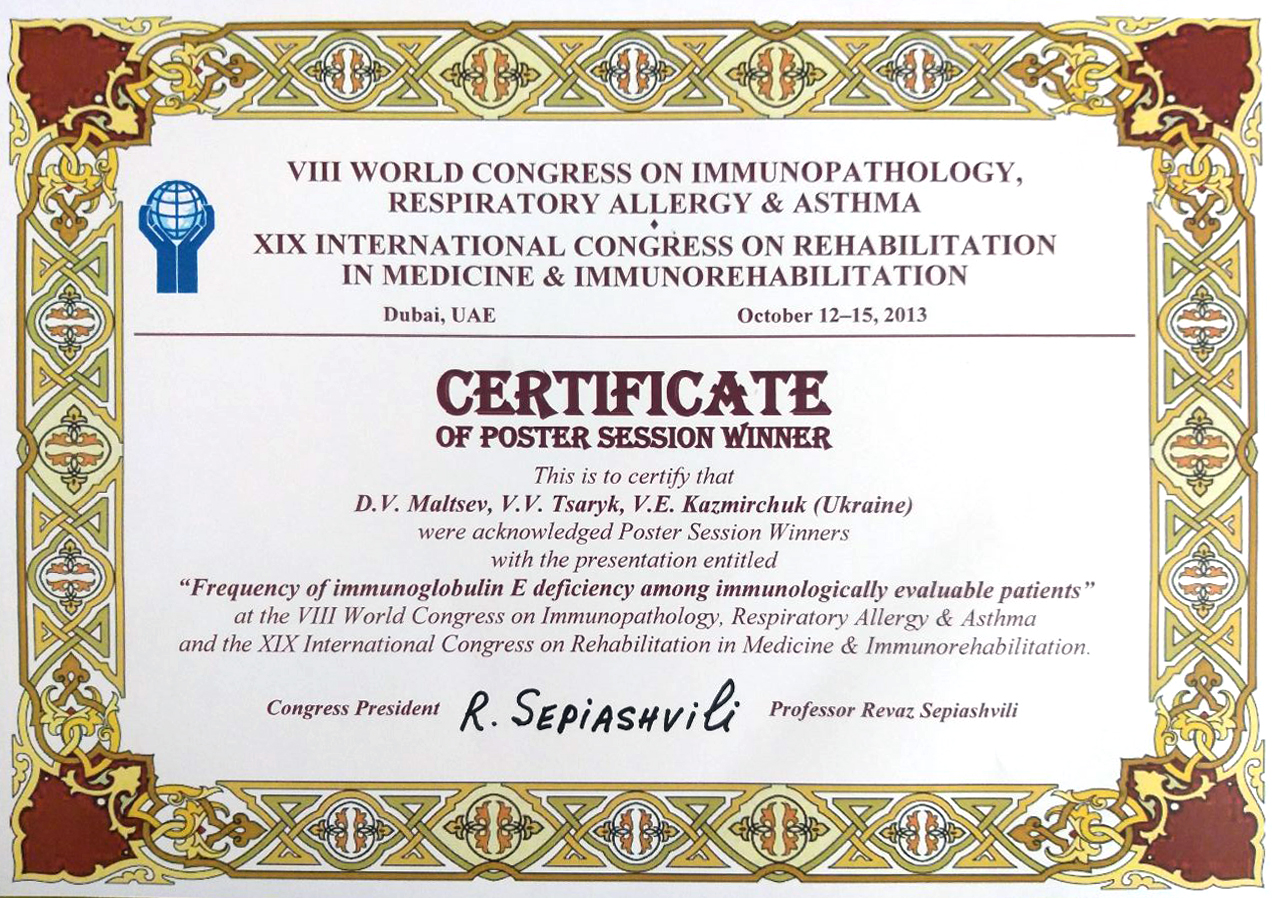
Сертифікат за кращу постерну доповідь. VIII Світовий конгрес з імунопатології, респіраторної алергії та астми. Дубай (ОАЕ), жовтень 2013

- Мальцев Д. В., Казмірчук В. Є. Імунозалежна форма мігрені. Міжнародний конгрес «Фізіологія та патологія імунної системи». 15—17 вересня 2008 року, Москва (Російська Федерація).
- Казмірчук В. Є., Мальцев Д. В. Клінічна класифікація герпесвірусних нейроінфекцій. IV Світовий форум з астми та ХОЗЛ. XVI Міжнародний конгрес з реабілітації в медицині та імунореабілітації. 3 травня 2011 року, Париж (Франція).
- Казмірчук В. Є., Мальцев Д. В. Діагностика первинних імунодефіцитів при гересвірусних нейроінфекціях з епілептичним синдромом. IV Світовий конгрес з імунопатології та респіраторної алергії. 18 вересня 2011 року, Москва (Російська Федерація).
- Maltsev D. V. Herpesvirus neuroinfections in immunocompromised patients: diagnosis and treatment practice VI World Asthma, Allergy and COPD Forum. April 27—30 2013, London, UK[48]
- Kazmirchuk V. E., Maltsev D. V. Isolated IgE deficiency: clinical picture, diagnosis and treatment VI World Asthma, Allergy and COPD Forum. April 27—30 2013, London, UK[48].Сертифікат за кращу постерну доповідь. VIII Світовий конгрес з імунопатології, респіраторної алергії та астми. Дубай (ОАЕ), жовтень 2013
- Maltsev D. V., Tsaryk V. V., Kazmirchuk V. E., Frequency of immunoglobulin E deficiency among immunologically evaluable patients VIII World Congress of immunopathology, respiratory allergy and asthma. October 12—15 2013, Dubai, UAE.
- Maltsev D. V. The effectiveness of combined antiviral therapy in chronic mononucleosis caused by Epstein-Barr virus. June 15—16 2015, Stockholm, Sweden
- Maltsev D. V. The genetic deficiency of folate cycle deficiency and autistic spectrum the relationship with immunodeficiency, demyelination and i/v immunoglobulin effectiveness. Oral Session. Childhood neurology. 2nd Congress of the European Academy of Neurology, May 28—31 2016, Copenhagen, Denmark [41].
- Maltsev D. V. Serum TNF alpha as a biomarker of Temporal Mesial Epilepsy associated with HHV6/HHV7 neuroinfections in humans.  10th International Virology Summit & 4th International Conference on Influensa & Zoonotic Diseases. July 02—04 2018, Vienna, Austria [49].
- Maltsev D. V. Efficiency of High-dose i/v Immunoglobulin Therapy in Children with Autism Spectrum Disorders Associated with Genetic Deficiency of Folate Cycle Enzymes. 4th Neurological Disorders Summit (NDS-2018). July 23—25 2018, Los Angeles, USA [50].
- D. Maltsev, V. Stefanyshyn. Diagnosis of primary minor immunodeficiencies of patients with undergoing encephalitis HHV-6/HHV-7 etiology.June 23-26, 2019. Quebek City, Canada [51].
- Efficacy of rituximab in the treatment of autism spectrum disorders in children with a genetic deficiency of the folate cycle associated with antineuronal autoantibodies. 5th Congress of the European Academy of Neurology, June 29 — July 2 2019, Oslo, Norway [52].

## Публікації

### Підручники, посібники, монографії
- Клиническая иммунология и аллергология: учеб. для студентов высш. мед. учеб. заведений IV уровня аккредитации  / Казмирчук В. Е., Ковальчук Л. В., Мальцев Д. В. — К.: Феникс, 2009. — 524 с. — ISBN 978-966-651-730-5
- Посібник з клінічної імунології та алергології для аудиторної роботи студентів / Казмірчук В. Є., Драннік Г. М., Мальцев Д. В. зі спів. — К.: Поліграф Плюс, 2008. — 262 с. — ISBN 978-966-8977-05-3
- Посібник з клінічної імунології та алергології для позааудиторної роботи студентів / Казмірчук В. Є., Драннік Г. М., Мальцев Д. В. зі спів. — К.: Поліграф Плюс, 2008. — 182 с. — ISBN 978-966-8977-06-0
- Клиника, диагностика и лечение герпесвирусных инфекций человека: монография / В. Е. Казмирчук, Д. В. Мальцев; Национальный медицинский ун-т им. А. А. Богомольца, Институт иммунологии и аллергологии. — К.: Феникс, 2009. — 248 с. — ISBN 978-966-651-745-9
- Иммуноглобулины и иммуноглобулинотерапия / Казмирчук В. Е., Мальцев Д. В. — К.: Феникс, 2010. — 207 с. — ISBN 978-966-651-805-0
- Пособие по клинической иммунологии для практических врачей / Казмирчук В. Е., Мальцев Д. В. — К.: Здоровье Украины, 2010.  — 328 с. — ISBN 978-966-2165-22-7
- Герпесвірусна нейроінфекція і скронева медіанна епілепсія : зб. наук. праць / за ред.: Мальцева Д. В., Казмірчук В. Є. — К., 2011. — 242 с. — ISBN 978-966-651-942-2
- Герпесвірусна нейроінфекція, ускладнена епілепсією: зб. наук. пр. / Мальцев Д. В., Казмірчук В. Є., Грицик В. Ф., Ілюк Ю. І., Недопако Я. Я. та ін. — К., 2011. — 188 с. — ISBN 978-966-2239-11-9
- Иммунодефицитные болезни человека / под ред. Мальцева Д. В., Казмирчук В. Е. — К.: Феникс, 2012. — 596 с. — ISBN 978-966-651-996-5
- Пособие по клинической иммунологии для врачей: справ. врача / Казмирчук В. Е., Мальцев Д. В. — 2-е изд., доп. — К.: Доктор-медиа, 2012. — 365 с. — ISBN 978-966-2165-56-2
- Клиническая иммунология и аллергология с возрастными особеностями: учеб. для студентов высш. мед. учеб. заведений IV уровня аккредитации / Казмирчук В. Е., Ковальчук Л. В.,  Мальцев Д. В. — 2-е изд., перераб. и доп. — К.: «Медицина», 2012. — 520 с. — ISBN 978-617-505-168-9
- Атлас: герпесвірусні нейроінфекції / Мальцев Д. В., Казмірчук В. Є. — К.: Фенікс, 2013. — 255 с. — ISBN 978-966-136-109-5
- Мальцев Д. В. Герпесвірусні нейроінфекції людини. — К., 2014. — 367 с. — ISBN 978-966-2239-89-8
- Мальцев Д. В. Карманный справочник по клинической иммунологии. — К.: Здоровье Украины, 2014. — 268 c. — ISBN 978-617-7100-08-8
- Малый В. П. Острая печеночная недостаточность у пациентов с вирусными гепатитами и герпесвирусными инфекциями / Малый В. П., Мальцев Д. В.. — Х. : Щедра садиба плюс, 2014. — 215 с. — ISBN 978-617-7188-76-5.
- Мальцев Д. В. Малі імунодефіцитні хвороби. — К.: Заславський О. Ю., 2016. — 499 с. — ISBN 978-617-632-068-5
- Мальцев Д. В. Расстройства спектра аутизма у детей с дефицитом фолатного цикла. — К.: Центр учебной литературы, 2016. — 135 с. — ISBN 978-617-673-455-0
- Мальцев Д. В. Иммунологические аспекты патогенеза расстройств аутистического спектра у детей // Цунами детского аутизма. Медицинская и психолого-педагогическая помощь / под ред. Чуприкова А. П. — М.: Гнозис., 2017 — С. 111—128.
- Мальцев Д. В. Иммунотерапия. — К.: Центр учебной литературы, 2018, — 608 с. — ISBN 978-611-01-1131-7
- Мальцев Д. В. Герпесвірусні інфекції //  Інфекційні хвороби. У 2-х т.: підручник для лікарів-інтернів і лікарів-слухачів закладів (фак.) післядиплом. освіти МОЗ України. / за ред. В. П. Малого, М. А. Андрейчина. — Львів: Магнолія 2006, 2018. —  Т. 1. — С. 417—516. — ISBN 978-617-574-123-8
- Мальцев Д. В. Герпесвірусні інфекції. — К.: Центр учбової літератури, 2019. — 270 с. — ISBN 978-611-01-1520-9.

### Статті (вибрані)
1. ↑  Мальцев Д. В. Клінічний випадок дефіциту мієлопероксидази фагоцитів [Архівовано 10 листопада 2019 у Wayback Machine.] // Український медичний часопис. — 2014. — № 5 (103). — C. 184—191
2. ↑  Ефективність довготривалої безперервної імуномодулюючої терапії за допомогою рекомбінантного гамма-інтерферону у пацієнтів з клінічно маніфестними формами дефіциту мієлопероксидази нейтрофілів [Архівовано 17 листопада 2019 у Wayback Machine.] // Імунологія та алергологія. — 2015. — № 1. — С. 44—53.
3. ↑  Maltsev, D.V. (26 січня 2022). Этапное лечение расстройств аутистического спектра, ассоциированных с генетическим дефицитом фолатного цикла. INTERNATIONAL NEUROLOGICAL JOURNAL. № 2.80. с. 151—157. doi:10.22141/2224-0713.2.80.2016.74023. ISSN 2307-1419. Процитовано 20 грудня 2024.
4. ↑  Maltsev, D.V.; Yevtushenko, S.K. (26 січня 2022). Эффективность высокодозовой внутривенной иммуноглобулинотерапии у детей с расстройствами аутистического спектра, ассоциированными с генетическим дефицитом ферментов фолатного цикла. INTERNATIONAL NEUROLOGICAL JOURNAL. № 2.80. с. 35—48. doi:10.22141/2224-0713.2.80.2016.74004. ISSN 2307-1419. Процитовано 20 грудня 2024.
5. ↑  А. О. Коваленко, О. М. Коваленко, Д. В. Мальцев, В. Є. Казмірчук. Вивчення динаміки цитокінів для оцінки тяжкості стану і прогнозу у хворих з тяжкими опіками // Клінічна хірургія. — 2014. — № 2. — С. 49—53. Архів оригіналу за 17 березня 2022. Процитовано 29 листопада 2019.

### Рецензії
- Лазаренко Л.Н. Рецензія // Клінічна імунологія. Алергологія. Інфектологія. — 2013. — Вип. спеціальний номер. — С. 45. — Рец. на кн.: Клиника, диагностика и лечение герпетических инфекций человека: руководство для врачей
- Андрейчин М. Рецензія // Інфекційні хвороби. — 2014. — Вип. 4. — С. 92—93. — Рец. на кн.: В. П. Малый, Д. В. Мальцев. Острая печеночная недостаточность у больных вирусными гепатитами и герпесвирусными инфекциями